# クリストファー・レイサム・ショールズ

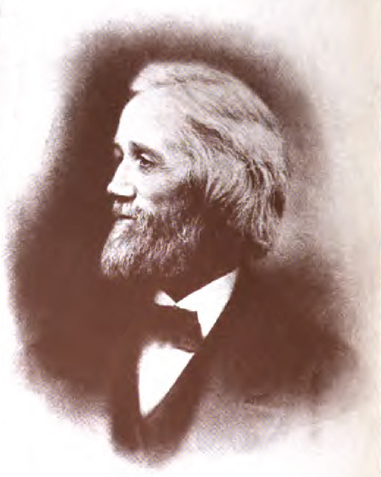
クリストファー・レイサム・ショールズ

クリストファー・レイサム・ショールズ（Christopher Latham Sholes、1819年2月14日 - 1890年2月17日）は、ペンシルベニア州生まれの新聞編集者。
1837年にウィスコンシン準州に移り住んでのち、『Southport Telegraph』『Kenosha Telegraph』『Kenosha Tribune and Telegraph』『Free Democrat』『Milwaukee Daily News』などの新聞の編集長を歴任。同時に、1848年から1860年までウィスコンシン州議会議員を務め、その後、ミルウォーキー市郵便局長、ミルウォーキー港収税官、ミルウォーキー市公共土木事業局理事を兼務する。この間、非常に過激ともいえる論調で、奴隷制廃止と黒人参政権獲得を訴え続けた。ミルウォーキー港収税官だった1867年頃からタイプライターの研究を始め、1868年6月23日に特許を取得した。QWERTY配列の考案者としても知られている。